# Caríssims fills
Caríssims fills (títol original en francès, Mes très chers enfants) és una pel·lícula francesa de 2021 dirigida per Alexandra Leclère. S'ha doblat i subtitulat al català.
El llargmetratge va tenir diverses adaptacions. La primera versió va ser la italiana, dirigida per Giovanni Bognetti amb el títol de Natale a tutti i costi, i estrenada el 2022. Compta amb una altra seqüela de 2024, Ricchi a tutti i costi. El segon nova versió va ser la versió espanyola dirigida per Susan Béjar amb el títol Un lío de millones, gravada el 2024 i estrenada el 20 de desembre de 2024.